# موروزوفسک
شهر موروزوفسک (به روسی: Морозовск) در کشور روسیه و در اوبلاست روستوف واقع شده‌است.